# Włęcz
Włęcz (niem. Lentzen) – wieś w Polsce położona w województwie kujawsko-pomorskim, w powiecie toruńskim, w gminie Czernikowo.
W latach 1975–1998 miejscowość administracyjnie należała do województwa włocławskiego.
We Włęczu zachował się cmentarz ewangelicko-augsburski z nagrobkami z XIX-pocz. XX w., odnowiony w 2010 r.  Drewniany dom kantora z 2 ćwierci XIX w., konstrukcji zrębowej, jesienią 2021 został zdemontowany w celu późniejszego odtworzenia.